# Fontanna Wolności w Poznaniu

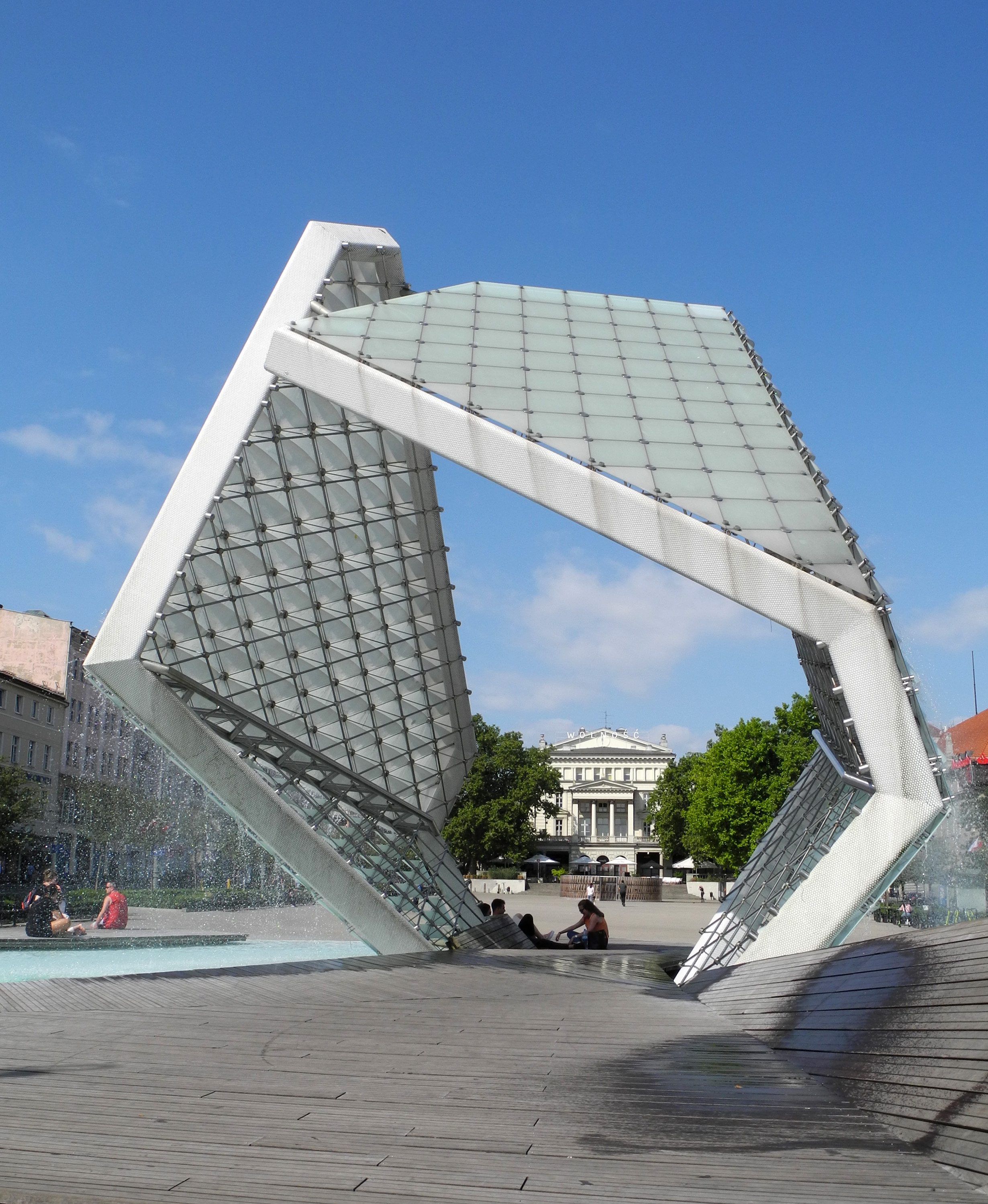
Fontanna Wolności w Poznaniu

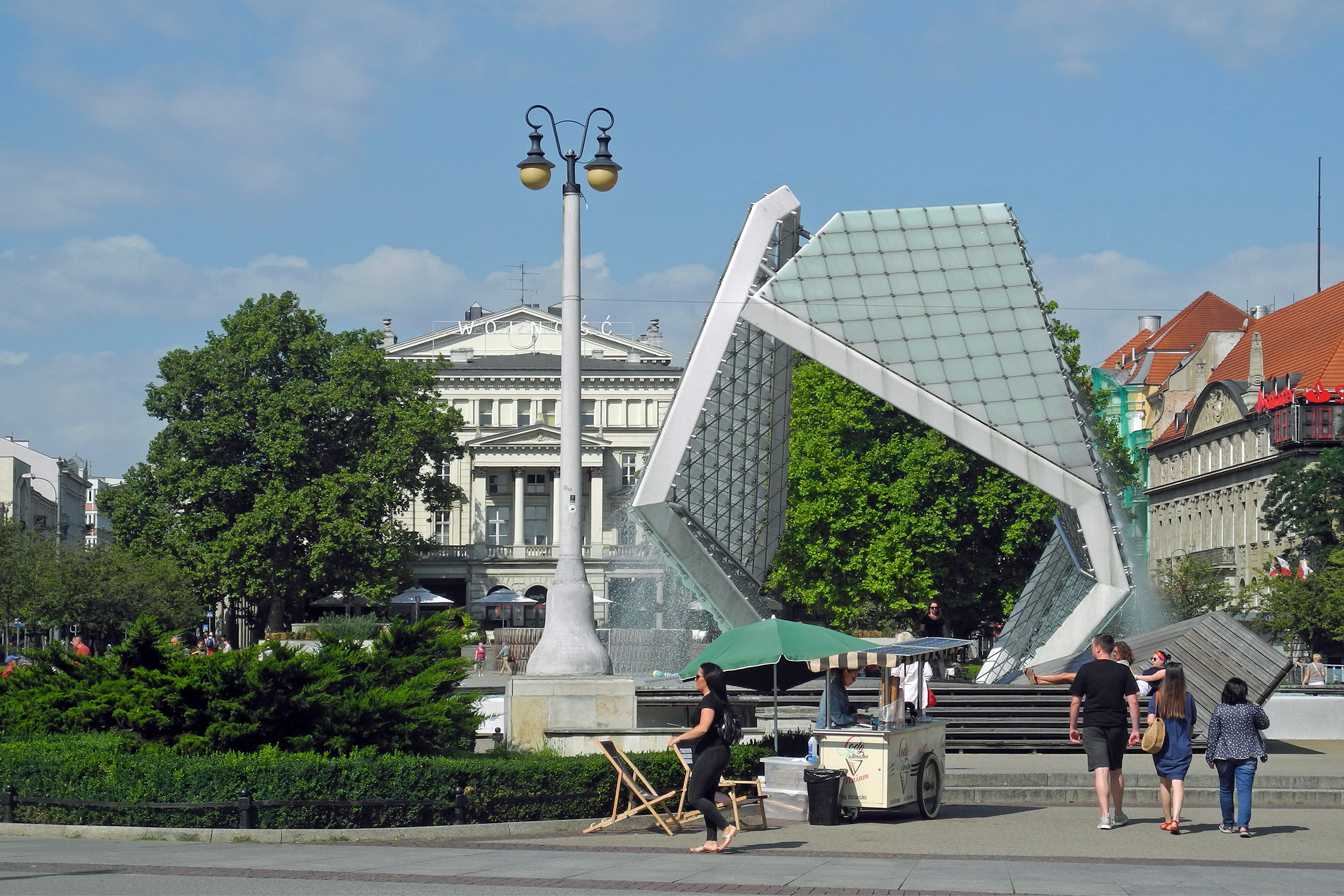
Plac Wolności w Poznaniu

Fontanna Wolności – fontanna zlokalizowana na Placu Wolności w Poznaniu.

## Fontanna
Autorami projektu są architekt Agnieszka Stochaj i rzeźbiarz Rafał Nowak. Otwarta w czerwcu 2012 r. fontanna składa się z dwóch 10-metrowych skrzydeł – żagli, po których spływająca woda umożliwia ochłodę wewnątrz fontanny.
Całość znajduje się w płytkiej, żelbetowej cembrowinie, przez którą przerzucona została kładka. Wysokość fontanny wynosi ok. 9 metrów, wielkość cembrowiny 21 metrów. W cembrowinie znajdują się ledowe lampy emitujące nocą kolorowe światło. Cała konstrukcja waży 700 ton. Łączny koszt fontanny to 3,72 mln zł.

## Projekt wcześniejszy
W 1927 Wydział Budownictwa Naziemnego Urzędu Miasta Poznania ogłosił konkurs na mający stanąć w tym miejscu pomnik Wolności. Pierwszą nagrodę zdobył zespół: Władysław Marcinkowski i Marian Andrzejewski, drugą Zygmunt Otto, a trzecią Marcin Rożek. Wzniesienia monumentu jednak zaniechano z uwagi na brak odpowiedniego tła i niemożność uzyskania dominanty urbanistycznej.